# Sociedade Anônima Viação Aérea Gaúcha
A Sociedade Anônima Viação Aérea Gaúcha (SAVAG) foi uma empresa aérea do Rio Grande do Sul fundada em 1946 e desativada em 1966.

## História
Em 25 de novembro de 1946, durante o período de maior expansão da aviação civil brasileira, marcado pela criação de diversas empresas regionais, foi fundada, na cidade de Rio Grande, Rio Grande do Sul, a SAVAG. Os idealizadores da empresa, Augusto Otero e Gustavo Kraemer, contaram com o apoio das Indústrias Leal Santos para adquirir, da Panair do Brasil, os três primeiros Lockheed Lodestar, em janeiro de 1947. Em outubro do mesmo ano, foram iniciados os serviços que ligavam as cidades gaúchas de Porto Alegre, Rio Grande e Pelotas, que foram expandidos ao norte do estado no ano seguinte. Inicialmente, a empresa foi sediada na Ilha do Terrapleno, no Rio Grande, de propriedade do Ministério da Marinha, devolvida à União em 1954.
A SAVAG disputava com a VARIG a maioria de suas rotas, o que despertou o interesse da Cruzeiro do Sul, que cedeu à empresa dois Douglas DC-3. O apoio de grandes empresas brasileiras à SAVAG acabou levando a VARIG, muito próxima dos políticos da ditadura militar, a pressionar as autoridades aeronáuticas, o que, gradualmente, causou o cancelamento das linhas da SAVAG. Em 1º de janeiro de 1966, já bastante enfraquecida e operando apenas entre Porto Alegre e Curitiba, a empresa foi definitivamente absorvida pela Cruzeiro do Sul.

## Acidentes
O início das atividades da SAVAG foi marcado por dois graves acidentes. No primeiro, em 11 de janeiro de 1949, o Lodestar de prefixo PP-SAC caiu logo após decolar de Pelotas, causando a morte de seus oito ocupantes. Diversas fontes citam contaminação de combustível como a causa do acidente, mas não há confirmação.
Entretanto, foi no ano seguinte, em 30 de julho, que o ocorreu o maior acidente da empresa. Outro Lodestar, de prefixo PP-SAA, voava baixo entre Porto Alegre e São Borja, devido ao mau tempo, quando bateu no morro cortellini, que fica situado no município de São Francisco de Assis. Todos os 12 ocupantes morreram. Entre eles, estavam o piloto e fundador da empresa, Gustavo Kraemer, e Joaquim Pedro Salgado Filho, senador e primeiro ministro da aeronáutica, que hoje dá nome ao Aeroporto Internacional de Porto Alegre.

## Aeronaves
Com o bloco de prefixos reservado PP-SA, encontram-se registros de três Lockheed 18 Lodestar (PP-SAA, PP-SAB e PP-SAC) e dois Douglas DC-3 (PP-SAD e PP-SAE).